# 혜비 최씨
혜비 최씨(중국어: 惠妃 崔氏)는 명 태조 주원장의 후궁이다.

## 생애
혜비 최씨의 생애는 기록되어 있지 않으며, 자녀를 출산한 기록도 없다. 그녀는 명 성조 영락 연간에 세상을 떠났다. 명나라의 전제에서 황제는 시호를 17자, 황후는 12자, 황비와 태자빈은 시로를 2자만 받았다. 영락 연간에 명 태조 혜비 최씨가 세상을 떠난 후, 시호로 장정안영(莊靖安榮)을 내렸으며, 이때부터 후궁들에게 4글자 시호가 내려지게 되었다. 혜비 최씨는 명 성조 영락 연간에 사망하여, 명 태조가 승하할 때, 무자녀 후궁으로 순장되지 않았음을 증명하였다.

## 참고 문헌
- 심덕부 《만력야획편(万历野获编)》 보유권1